# Ljudinovskij rajon
Il Ljudinovskij rajon (in russo Людиновский район?) è un rajon dell'Oblast' di Kaluga, nella Russia europea; il capoluogo è Ljudinovo. Istituito nel 1929, ricopre una superficie di 955 chilometri quadrati.